# سواته پوله
سواته پوله (به چکی: Svaté Pole) یک منطقهٔ مسکونی در جمهوری چک است که در ناحیه پریبرام واقع شده‌است.